# Toronto Raptors 2007-2008
La stagione 2007-08 dei Toronto Raptors fu la 13ª nella NBA per la franchigia.
I Toronto Raptors arrivarono secondi nella Atlantic Division della Eastern Conference con un record di 41-41. Nei play-off persero al primo turno con gli Orlando Magic (4-1).
L'acquisto più importante fu Jason Kapono, buon tiratore da tre punti, mentre salirono le aspettative di maturazione di Andrea Bargnani, 1ª scelta dei Raptors nel Draft NBA 2006.

## Risultati
- Secondi nella Atlantic Division.

## Arrivi/partenze

### Scambi
| 15 giugno, 2007 | Ai Toronto Raptors Carlos Delfino | Ai Detroit Pistons La seconda scelta dei Toronto Raptors ai draft 2009 e 2011. |

### Mercato

#### Acquisti
| Giocatore    | Firmato   | Provenienza |
| Jamario Moon | 10 luglio | Free agent  |
| Maceo Baston | 11 luglio | Free agent  |
| Jason Kapono | 12 luglio | Miami Heat  |

#### Cessioni
| Giocatore       | Ceduto     | Destinazione        |
| Morris Peterson | 23 luglio  | New Orleans Hornets |
| Luke Jackson    | 29 ottobre | Free agent          |

## Roster
| N° | Naz.                   | Ruolo | Sportivo            | Anno | Alt. | Peso |
| -- | ---------------------- | ----- | ------------------- | ---- | ---- | ---- |
| 1  | Slovenia (bandiera)    | C     | Primož Brezec       | 1979 | 218  | 114  |
| 2  | Stati Uniti (bandiera) | G     | Darrick Martin      | 1971 | 180  | 77   |
| 3  | Stati Uniti (bandiera) | G     | Juan Dixon          | 1978 | 191  | 74   |
| 4  | Stati Uniti (bandiera) | AC    | Chris Bosh          | 1984 | 208  | 103  |
| 7  | Italia (bandiera)      | A     | Andrea Bargnani     | 1985 | 213  | 102  |
| 8  | Spagna (bandiera)      | G     | José Calderón       | 1981 | 191  | 95   |
| 9  | Stati Uniti (bandiera) | A     | Maceo Baston        | 1975 | 206  | 98   |
| 11 | Stati Uniti (bandiera) | G     | T.J. Ford           | 1983 | 183  | 75   |
| 12 | Slovenia (bandiera)    | C     | Radoslav Nesterovič | 1976 | 213  | 112  |
| 13 | Stati Uniti (bandiera) | A     | Linton Johnson      | 1980 | 203  | 93   |
| 14 | Stati Uniti (bandiera) | A     | Joey Graham         | 1982 | 201  | 102  |
| 15 | Spagna (bandiera)      | A     | Jorge Garbajosa     | 1977 | 206  | 111  |
| 18 | Stati Uniti (bandiera) | G     | Anthony Parker      | 1975 | 198  | 95   |
| 20 | Argentina (bandiera)   | G     | Carlos Delfino      | 1981 | 198  | 104  |
| 24 | Stati Uniti (bandiera) | A     | Jason Kapono        | 1981 | 203  | 97   |
| 33 | Stati Uniti (bandiera) | A     | Jamario Moon        | 1980 | 203  | 93   |
| 43 | Stati Uniti (bandiera) | A     | Kris Humphries      | 1985 | 206  | 107  |

## Staff tecnico
- Allenatore: Sam Mitchell
- Vice-allenatori: Jay Triano, Alex English, Mike Evans
- Preparatore fisico: Keith D'Amelio
- Preparatore atletico: Scott McCullough

## Regular season

### Ottobre 2007
| Toronto 31 ottobre 2007 | Toronto Raptors | 106 – 97 | Philadelphia 76ers | Air Canada Center |

### Novembre 2007
| East Rutherford 2 novembre 2007 | N.J. Nets | 69 – 106 | Toronto Raptors | Izod Center |

| Toronto 4 novembre 2007 | Toronto Raptors | 95 – 98 | Boston Celtics | Air Canada Center |

| Milwaukee 6 novembre 2007 | Milwaukee Bucks | 112 – 85 | Toronto Raptors | Bradley Center |

| Toronto 7 novembre 2007 | Toronto Raptors | 96 – 105 | Orlando Magic | Air Canada Center |

| Filadelfia 9 novembre 2007 | Philadelphia 76ers | 103 – 105 | Toronto Raptors | Wachovia Center |

| Chicago 10 novembre 2007 | Chicago Bulls | 71 – 101 | Toronto Raptors | United Center |

| Toronto 14 novembre 2007 | Toronto Raptors | 88 – 92 | Utah Jazz | Air Canada Center |

| Toronto 16 novembre 2007 | Toronto Raptors | 110 – 101 | Indiana Pacers | Air Canada Center |

| Toronto 18 novembre 2007 | Toronto Raptors | 100 – 106 | G.S. Warriors | Air Canada Center |

| Dallas 20 novembre 2007 | Dallas Mavericks | 105 – 99 | Toronto Raptors | American Airlines Center |

| Memphis 21 novembre 2007 | Memphis Grizzlies | 89 – 95 | Toronto Raptors | FedExForum |

| Cleveland 24 novembre 2007 | Cleveland Cavaliers | 111 – 108 | Toronto Raptors | Quicken Loans Arena |

| Toronto 25 novembre 2007 | Toronto Raptors | 93 – 78 | Chicago Bulls | Air Canada Center |

| Toronto 28 novembre 2007 | Toronto Raptors | 103 – 91 | Memphis Grizzlies | Air Canada Center |

| Toronto 30 novembre 2007 | Toronto Raptors | 91 – 82 | Cleveland Cavaliers | Air Canada Center |

### Dicembre 2007
| Washington 1º dicembre 2007 | Wash. Wizards | 101 – 97 | Toronto Raptors | Verizon Center |

| Toronto 3 dicembre 2007 | Toronto Raptors | 98 – 79 | Charlotte Bobcats | Air Canada Center |

| Toronto 5 dicembre 2007 | Toronto Raptors | 123 – 136 | Phoenix Suns | Air Canada Center |

| Boston 7 dicembre 2007 | Boston Celtics | 112 – 84 | Toronto Raptors | TD Banknorth Garden |

| Toronto 9 dicembre 2007 | Toronto Raptors | 93 – 80 | Houston Rockets | Air Canada Center |

| Atlanta 11 dicembre 2007 | Atlanta Hawks | 88 – 100 | Toronto Raptors | Philips Arena |

| Toronto 12 dicembre 2007 | Toronto Raptors | 92 – 76 | Dallas Mavericks | Air Canada Center |

| Indianapolis 14 dicembre 2007 | Indiana Pacers | 93 – 104 | Toronto Raptors | Conseco Fieldhouse |

| Toronto 16 dicembre 2007 | Toronto Raptors | 77 – 90 | Boston Celtics | Air Canada Center |

| Los Angeles 18 dicembre 2007 | L.A. Clippers | 77 – 80 | Toronto Raptors | Staples Center |

| Portland 19 dicembre 2007 | Portland T. Blazers | 101 – 96 | Toronto Raptors | Rose Garden Arena |

| Seattle 21 dicembre 2007 | Seattle S.Sonics | 123 – 115 | Toronto Raptors | KeyArena |

| Phoenix 22 dicembre 2007 | Phoenix Suns | 122 – 103 | Toronto Raptors | US Airways Center |

| San Antonio 28 dicembre 2007 | San Antonio Spurs | 73 – 83 | Toronto Raptors | AT&T Center |

| Houston 29 dicembre 2007 | Houston Rockets | 91 – 79 | Toronto Raptors | Toyota Center |

| New Orleans 31 dicembre 2007 | N.O. Hornets | 92 – 97 | Toronto Raptors | New Orleans Arena |

### Gennaio 2008
| Toronto 4 gennaio 2008 | Toronto Raptors | 85 – 101 | Detroit Pistons | Air Canada Center |

| Toronto 6 gennaio 2008 | Toronto Raptors | 90 – 93 | Cleveland Cavaliers | Air Canada Center |

| Toronto 9 gennaio 2008 | Toronto Raptors | 109 – 96 | Philadelphia 76ers | Air Canada Center |

| New York 11 gennaio 2008 | N.Y. Knicks | 90 – 99 | Toronto Raptors | Madison Square Garden |

| Toronto 13 gennaio 2008 | Toronto Raptors | 116 – 109 | Portland T. Blazers | Air Canada Center |

| Detroit 15 gennaio 2008 | Detroit Pistons | 103 – 89 | Toronto Raptors | The Palace of Auburn Hills |

| Toronto 16 gennaio 2008 | Toronto Raptors | 116 – 91 | Sacramento Kings | Air Canada Center |

| Toronto 18 gennaio 2008 | Toronto Raptors | 89 – 78 | Atlanta Hawks | Air Canada Center |

| Filadelfia 19 gennaio 2008 | Philadelphia 76ers | 99 – 95 | Toronto Raptors | Wachovia Center |

| Boston 23 gennaio 2008 | Boston Celtics | 112 – 114 | Toronto Raptors | TD Banknorth Garden |

| Toronto 25 gennaio 2008 | Toronto Raptors | 106 – 75 | Milwaukee Bucks | Air Canada Center |

| Washington 29 gennaio 2008 | Wash. Wizards | 108 – 104 | Toronto Raptors | Verizon Center |

| Toronto 30 gennaio 2008 | Toronto Raptors | 122 – 83 | Wash. Wizards | Air Canada Center |